# Erioptera (Erioptera) tordi
Erioptera (Erioptera) tordi is een tweevleugelige uit de familie steltmuggen (Limoniidae). De soort komt voor in het Palearctisch gebied.